# Nowosibirsker Schachklub
Der Nowosibirsker Schachklub (russisch Новосибирский городской шахматный клуб) war ein Schachverein aus der russischen Stadt Nowosibirsk. Er wurde unter anderem auf Initiative von Konstantin Sucharew im Jahre 1972 gebildet. 

## Geschichte
Der Klub wurde entsprechend dem Beschluss des Nowosibirsker Stadtrates vom 26. Mai 1971 im darauffolgenden Jahr eröffnet. Zu seinen besten Zeiten hatte er mehr als 200 Mitglieder und verfügte über eine Bibliothek von etwa 500 Bänden. Gespielt wurde in zwei Räumen an bis zu 36 Brettern.
Im Jahre 1988 siegte die Vereinsmannschaft bei der ersten sowjetischen Mannschaftsmeisterschaft in Nabereschnyje Tschelny. Nach sieben Jahren sorgte der Gewinn von Nowaja Sibir bei der russischen Mannschaftsmeisterschaft für einen weiteren Höhepunkt in der Vereinsgeschichte. 1996 nahm das Team aus Nowosibirsk am European Club Cup teil und erreichte den dritten Platz in der Abschlusstabelle. 
In den Räumen des Vereins fanden diverse überregionale Veranstaltungen statt, darunter das Halbfinale der sowjetischen Frauenmeisterschaft 1975 und die russische Mannschaftsmeisterschaft 1995 (1. Liga). Anlässlich des 100-jährigen Jubiläums der Stadt Nowosibirsk richtete der Verein 1993 ein gut besetztes internationales Turnier aus.
Bekannte ehemalige Spieler des Vereins sind Marat Makarow, Anatoli Waisser, Gennadi Timoschtschenko, Pawel Maletin, Dmitri Botscharow, Alexander Goldin, Wadim Ruban, Alexander Fominych, Alexander Chassin, Sergei Judin, Wera Nebolsina und Julija Djomina.
Anfang 2007 kam es zur Krise, als der Verein mit dem Vorwurf kämpfen musste, nicht mehr zeitgemäß zu sein. Infolgedessen wurde er im fünfunddreißigsten Jahre seines Bestehens in die Schachschule für Kinder und Jugendliche umgewandelt.